# 王族海棠
王族海棠（学名：Malus royalty）是蔷薇科苹果属的一种海棠。原产于北美地区。每年4月中下旬开花，单瓣，暗紫色。常用作观赏植物。